# Euphorbia peplus var. peploides
Euphorbia peplus subsp. peploides é uma variedade de planta com flor pertencente à família Euphorbiaceae. 
A autoridade científica da variedade é (Gouan) Vis., tendo sido publicada em Fl. Dalmat. 3: 229 (1852).
Os seus nomes comuns são ésula-redonda ou sarmento.

## Portugal
Trata-se de uma variedade presente no território português, nomeadamente em Portugal Continental.
Em termos de naturalidade é nativa da região atrás indicada.

## Protecção
Não se encontra protegida por legislação portuguesa ou da Comunidade Europeia.